# Le Chant de Mallory
Chansons représentant la France au Concours Eurovision de la chanson
Elle était si jolie
(1963) N'avoue jamais
(1965)
Le Chant de Mallory est une chanson interprétée par la chanteuse française Rachel pour représenter la France au Concours Eurovision de la chanson de 1964 qui se déroulait à Copenhague au Danemark.
La chanson a été écrite par André Popp et Pierre Cour, l'équipe derrière la chanson gagnante de la France au concours 1960, Tom Pillibi chantée par Jacqueline Boyer.

## À l'Eurovision
Elle est intégralement interprétée en français, langue nationale, comme le veut la coutume avant 1966. L'orchestre est dirigé par Franck Pourcel.
La chanson était passée septième du concours, après Udo Jürgens qui représentait l'Autriche avec Warum nur warum? et avant Matt Monro qui représentait le Royaume-Uni avec I Love the Little Things. À l'issue du vote, elle a obtenu 14 points, se classant quatrième sur seize chansons.
La chanson raconte l'histoire de Michael Mallory, un soldat. La chanteuse lui demande de chanter une fois de plus la chanson qu'il a l'habitude de chanter, celle-ci étant une chanson d'amour.
La chanson suivante qui représentait la France, en 1965, est N'avoue jamais, interprétée par Guy Mardel.

## Classements
| Classement (1964)                       | Meilleure position |
| --------------------------------------- | ------------------ |
| Belgique (Wallonie Ultratop 50 Singles) | 22                 |
| France (IFOP)                           | 13                 |